# Ciclism la Jocurile Olimpice de vară din 2020 - Sprint masculin individual
Cursa ciclistă de sprint masculin individual de la Jocurile Olimpice de vară din 2020 a avut loc în perioada 4-6 august 2021 pe Izu Velodrome,Tokyo.

## Program
Orele sunt ora Japoniei (UTC+9) 
| Data                    | Timp                          | Etapă                                                                                |
| ----------------------- | ----------------------------- | ------------------------------------------------------------------------------------ |
| Miercuri, 4 august 2021 | 15:30 16:35 17:31 18:13 18:47 | Calificări 32-imi de finală Recalificări 32-imi 16-imi de finală Recalificări 16-imi |
| Joi, 5 august 2021      | 15:48 16:21 16:45 18:27       | Optimi de finală Recalificări optimi Sferturi de finală Locurile 5-8                 |
| Vineri, 6 august 2021   | 16:10 18:00                   | Semifinale Finala                                                                    |

## Rezultate

### Calificări
| Loc | Ciclist                      | Țară               | Timp  | Diferență | Note  |
| --- | ---------------------------- | ------------------ | ----- | --------- | ----- |
| 1   | Jeffrey Hoogland             | Olanda             | 9,215 |           | C, RO |
| 2   | Harrie Lavreysen             | Olanda             | 9,215 | +0,000    | C     |
| 3   | Jack Carlin                  | Marea Britanie     | 9,306 | +0,091    | C     |
| 4   | Nicholas Paul                | Trinidad și Tobago | 9,316 | +0,101    | C     |
| 5   | Denis Dmitriev               | COR                | 9,331 | +0,116    | C     |
| 6   | Jair Tjon En Fa              | Surinam            | 9,472 | +0,257    | C     |
| 7   | Mateusz Rudyk                | Polonia            | 9,493 | +0,278    | C     |
| 8   | Jason Kenny                  | Marea Britanie     | 9,510 | +0,295    | C     |
| 9   | Yuta Wakimoto                | Japonia            | 9,518 | +0,303    | C     |
| 10  | Sébastien Vigier             | Franța             | 9,551 | +0,336    | C     |
| 11  | Xu Chao                      | China              | 9,584 | +0,369    | C     |
| 12  | Nick Wammes                  | Canada             | 9,587 | +0,372    | C     |
| 13  | Stefan Bötticher             | Germania           | 9,593 | +0,378    | C     |
| 14  | Patryk Rajkowski             | Polonia            | 9,594 | +0,379    | C     |
| 15  | Hugo Barrette                | Canada             | 9,596 | +0,381    | C     |
| 16  | Kevin Quintero               | Columbia           | 9,626 | +0,411    | C     |
| 17  | Azizulhasni Awang            | Malaezia           | 9,626 | +0,411    | C     |
| 18  | Sam Webster                  | Noua Zeelandă      | 9,631 | +0,416    | C     |
| 19  | Maximilian Levy              | Germania           | 9,646 | +0,431    | C     |
| 20  | Rayan Helal                  | Franța             | 9,669 | +0,454    | C     |
| 21  | Matthew Richardson           | Australia          | 9,685 | +0,470    | C     |
| 22  | Nathan Hart                  | Australia          | 9,696 | +0,481    | C     |
| 23  | Muhammad Shah Firdaus Sahrom | Malaezia           | 9,700 | +0,485    | C     |
| 24  | Ethan Mitchell               | Noua Zeelandă      | 9,705 | +0,490    | C     |
| 25  | Pavel Yakushevskiy           | COR                | 9,723 | +0,508    |       |
| 26  | Yudai Nitta                  | Japonia            | 9,728 | +0,513    |       |
| 27  | Jean Spies                   | Africa de Sud      | 9,787 | +0,572    |       |
| 28  | Tomáš Bábek                  | Cehia              | 9,856 | +0,641    |       |
| 29  | Sergey Ponomaryov            | Kazahstan          | 9,932 | +0,717    |       |
| 30  | Kwesi Browne                 | Trinidad și Tobago | 9,966 | +0,751    |       |

### 32-imi de finală
| Serie | Loc | Ciclist                      | Țară               | Diferență | Note |
| ----- | --- | ---------------------------- | ------------------ | --------- | ---- |
| 1     | 1   | Jeffrey Hoogland             | Olanda             | X         | C    |
| 1     | 2   | Ethan Mitchell               | Noua Zeelandă      | +0,233    | R    |
| 2     | 1   | Harrie Lavreysen             | Olanda             | X         | C    |
| 2     | 2   | Muhammad Shah Firdaus Sahrom | Malaezia           | +0,063    | R    |
| 3     | 1   | Jack Carlin                  | Marea Britanie     | X         | C    |
| 3     | 2   | Nathan Hart                  | Australia          | +0,306    | R    |
| 4     | 1   | Nicholas Paul                | Trinidad și Tobago | X         | C    |
| 4     | 2   | Matthew Richardson           | Australia          | +0,618    | R    |
| 5     | 1   | Denis Dmitriev               | COR                | X         | C    |
| 5     | 2   | Rayan Helal                  | Franța             | +0,479    | R    |
| 6     | 1   | Maximilian Levy              | Germania           | X         | C    |
| 6     | 2   | Jair Tjon En Fa              | Surinam            | +0,002    | R    |
| 7     | 1   | Sam Webster                  | Noua Zeelandă      | X         | C    |
| 7     | 2   | Mateusz Rudyk                | Polonia            | +0,180    | R    |
| 8     | 1   | Jason Kenny                  | Marea Britanie     | X         | C    |
| 8     | 2   | Azizulhasni Awang            | Malaezia           | +0,032    | R    |
| 9     | 1   | Yuta Wakimoto                | Japonia            | X         | C    |
| 9     | 2   | Kevin Quintero               | Columbia           | +0,084    | R    |
| 10    | 1   | Sébastien Vigier             | Franța             | X         | C    |
| 10    | 2   | Hugo Barrette                | Canada             | +0,020    | R    |
| 11    | 1   | Patryk Rajkowski             | Polonia            | X         | C    |
| 11    | 2   | Xu Chao                      | China              | +0,291    | R    |
| 12    | 1   | Nick Wammes                  | Canada             | X         | C    |
| 12    | 2   | Stefan Bötticher             | Germania           | +0,015    | R    |

### Recalificări 32-imi
| Serie | Loc | Ciclist                      | Țară          | Diferență | Note |
| ----- | --- | ---------------------------- | ------------- | --------- | ---- |
| 1     | 1   | Azizulhasni Awang            | Malaezia      | X         | C    |
| 1     | 2   | Kevin Quintero               | Columbia      | +0,204    |      |
| 1     | 3   | Ethan Mitchell               | Noua Zeelandă | +0,549    |      |
| 2     | 1   | Muhammad Shah Firdaus Sahrom | Malaezia      | X         | C    |
| 2     | 2   | Hugo Barrette                | Canada        | +0,619    |      |
| 2     | 3   | Mateusz Rudyk                | Polonia       | +0,668    |      |
| 3     | 1.  | Jair Tjon En Fa              | Surinam       | X         | C    |
| 3     | 2   | Xu Chao                      | China         | +0,062    |      |
| 3     | 3   | Nathan Hart                  | Australia     | +0,185    |      |
| 4     | 1   | Stefan Bötticher             | Germania      | X         | C    |
| 4     | 2   | Rayan Helal                  | Franța        | +0,032    |      |
| 4     | 3   | Matthew Richardson           | Australia     | +0,421    |      |

### 16-imi de finală
| Serie | Loc | Ciclist                      | Țară               | Diferență | Note |
| ----- | --- | ---------------------------- | ------------------ | --------- | ---- |
| 1     | 1   | Jeffrey Hoogland             | Olanda             | X         | C    |
| 1     | 2   | Stefan Bötticher             | Germania           | +0,111    | R    |
| 2     | 1   | Harrie Lavreysen             | Olanda             | X         | C    |
| 2     | 2   | Jair Tjon En Fa              | Surinam            | +0,259    | R    |
| 3     | 1   | Jack Carlin                  | Marea Britanie     | X         | C    |
| 3     | 2   | Muhammad Shah Firdaus Sahrom | Malaezia           | +0,132    | R    |
| 4     | 1   | Nicholas Paul                | Trinidad și Tobago | X         | C    |
| 4     | 2   | Azizulhasni Awang            | Malaezia           | +0,026    | R    |
| 5     | 1   | Denis Dmitriev               | COR                | X         | C    |
| 5     | 2   | Nick Wammes                  | Canada             | +0,107    | R    |
| 6     | 1   | Maximilian Levy              | Germania           | X         | C    |
| 6     | 2   | Patryk Rajkowski             | Polonia            | +0,149    | R    |
| 7     | 1   | Sam Webster                  | Noua Zeelandă      | X         | C    |
| 7     | 2   | Sébastien Vigier             | Franța             | +0,038    | R    |
| 8     | 1   | Jason Kenny                  | Marea Britanie     | X         | C    |
| 8     | 2   | Yuta Wakimoto                | Japonia            | +0,021    | R    |

### Recalificări 16-imi
| Serie | Loc | Ciclist                      | Țară     | Diferență | Note |
| ----- | --- | ---------------------------- | -------- | --------- | ---- |
| 1     | 1   | Yuta Wakimoto                | Japonia  | X         | C    |
| 1     | 2   | Stefan Bötticher             | Germania | +0,176    |      |
| 2     | 1   | Sébastien Vigier             | Franța   | X         | C    |
| 2     | 2   | Jair Tjon En Fa              | Surinam  | +0,085    |      |
| 3     | 1   | Muhammad Shah Firdaus Sahrom | Malaezia | X         | C    |
| 3     | 2   | Patryk Rajkowski             | Polonia  | +0,260    |      |
| 4     | 1   | Azizulhasni Awang            | Malaezia | X         | C    |
| 4     | 2   | Nick Wammes                  | Canada   | +0,104    |      |

### Optimi de finală
| Serie | Loc | Ciclist                      | Țară               | Diferență | Note |
| ----- | --- | ---------------------------- | ------------------ | --------- | ---- |
| 1     | 1   | Jeffrey Hoogland             | Olanda             | X         | C    |
| 1     | 2   | Azizulhasni Awang            | Malaezia           | +0,040    | R    |
| 2     | 1   | Harrie Lavreysen             | Olanda             | X         | C    |
| 2     | 2   | Muhammad Shah Firdaus Sahrom | Malaezia           | +0,449    | R    |
| 3     | 1   | Jack Carlin                  | Marea Britanie     | X         | C    |
| 3     | 2   | Sébastien Vigier             | Franța             | +0,171    | R    |
| 4     | 1   | Nicholas Paul                | Trinidad și Tobago | X         | C    |
| 4     | 2   | Yuta Wakimoto                | Japonia            | +0,457    | R    |
| 5     | 1   | Denis Dmitriev               | COR                | X         | C    |
| 5     | 2   | Jason Kenny                  | Marea Britanie     | +0,076    | R    |
| 6     | 1   | Maximilian Levy              | Germania           | X         | C    |
| 6     | 2   | Sam Webster                  | Noua Zeelandă      | +0,132    | R    |

### Recalificări optimi
| Serie | Loc | Ciclist                      | Țară           | Diferență | Note |
| ----- | --- | ---------------------------- | -------------- | --------- | ---- |
| 1     | 1   | Jason Kenny                  | Marea Britanie | X         | C    |
| 1     | 2   | Azizulhasni Awang            | Malaezia       | +0,042    |      |
| 1     | 3   | Yuta Wakimoto                | Japonia        | +0,325    |      |
| 2     | 1   | Sébastien Vigier             | Franța         | X         | C    |
| 2     | 2   | Sam Webster                  | Noua Zeelandă  | +0,101    |      |
| 2     | 3   | Muhammad Shah Firdaus Sahrom | Malaezia       | +0,133    |      |

### Sferturi de finală
| Serie | Loc | Ciclist          | Țară               | Cursa 1 | Cursa 2 | Decizie (dacă e nevoie) | Note |
| ----- | --- | ---------------- | ------------------ | ------- | ------- | ----------------------- | ---- |
| 1     | 1   | Jeffrey Hoogland | Olanda             | X       | X       |                         | C    |
| 1     | 2   | Sébastien Vigier | Franța             | +2,440  | +0,059  |                         | L5-8 |
| 2     | 1   | Harrie Lavreysen | Olanda             | X       | X       |                         | C    |
| 2     | 2   | Jason Kenny      | Marea Britanie     | +0,047  | +0,942  |                         | L5-8 |
| 3     | 1   | Jack Carlin      | Marea Britanie     | X       | X       |                         | C    |
| 3     | 2   | Maximilian Levy  | Germania           | +2,507  | +0,396  |                         | L5-8 |
| 4     | 1   | Denis Dmitriev   | COR                | +0,295  | X       | X                       | C    |
| 4     | 2   | Nicholas Paul    | Trinidad și Tobago | X       | RE      | +4,383                  | L5-8 |

### Locurile 5-8
| Loc | Ciclist          | Țară               | Diferență |
| --- | ---------------- | ------------------ | --------- |
| 5   | Maximilian Levy  | Germania           |           |
| 6   | Nicholas Paul    | Trinidad și Tobago | +0,152    |
| 7   | Sébastien Vigier | Franța             | +0,644    |
| 8   | Jason Kenny      | Marea Britanie     | +0,879    |

### Semifinale
| Serie | Loc | Ciclist          | Țară           | Cursa 1 | Cursa 2 | Decident (dacă este nevoie) | Note |
| ----- | --- | ---------------- | -------------- | ------- | ------- | --------------------------- | ---- |
| 1     | 1   | Jeffrey Hoogland | Olanda         | X       | X       |                             | CFA  |
| 1     | 2   | Denis Dmitriev   | COR            | +0,107  | +0,010  |                             | CFB  |
| 2     | 1   | Harrie Lavreysen | Olanda         | X       | X       |                             | CFA  |
| 2     | 2   | Jack Carlin      | Marea Britanie | +0,067  | +0,042  |                             | CFB  |

### Finala
| Loc                            | Ciclist          | Țară           | Cursa 1 | Cursa 2 | Decident (dacă este nevoie) |
| ------------------------------ | ---------------- | -------------- | ------- | ------- | --------------------------- |
| Finala pentru medalia de aur   |                  |                |         |         |                             |
| 1                              | Harrie Lavreysen | Olanda         | +0,012  | X       | X                           |
| 2                              | Jeffrey Hoogland | Olanda         | X       | +0,015  | +0,208                      |
| Finala pentru medalia de bronz |                  |                |         |         |                             |
| 3                              | Jack Carlin      | Marea Britanie | X       | X       |                             |
| 4                              | Denis Dmitriev   | COR            | +0,486  | +0,015  |                             |